# Kuwohi
Kuwohi (anteriormente Clingmans Dome) é um monte dos Estados Unidos, ponto culminante da cordilheira Great Smoky, na fronteira entre o estado da Carolina do Norte (condado de Swain) e o estado do Tennessee (condado de Sevier). A altitude no topo é 2025 metros. É o ponto mais alto do Tennessee, e também o mais alto do Trilho dos Apalaches. É o terceiro ponto mais alto dos Apalaches. A leste do rio Mississippi, apenas o monte Mitchell e o monte Craig (2026 metros), ambos nas Black Mountains, são mais altos.
Dispõe de uma torre de observação. Está integrado no Parque Nacional das Grandes Montanhas Fumegantes.
Anteriormente chamado de Clingmans Dome, seu nome foi oficialmente alterado para Kuwohi em 18 de setembro de 2024.

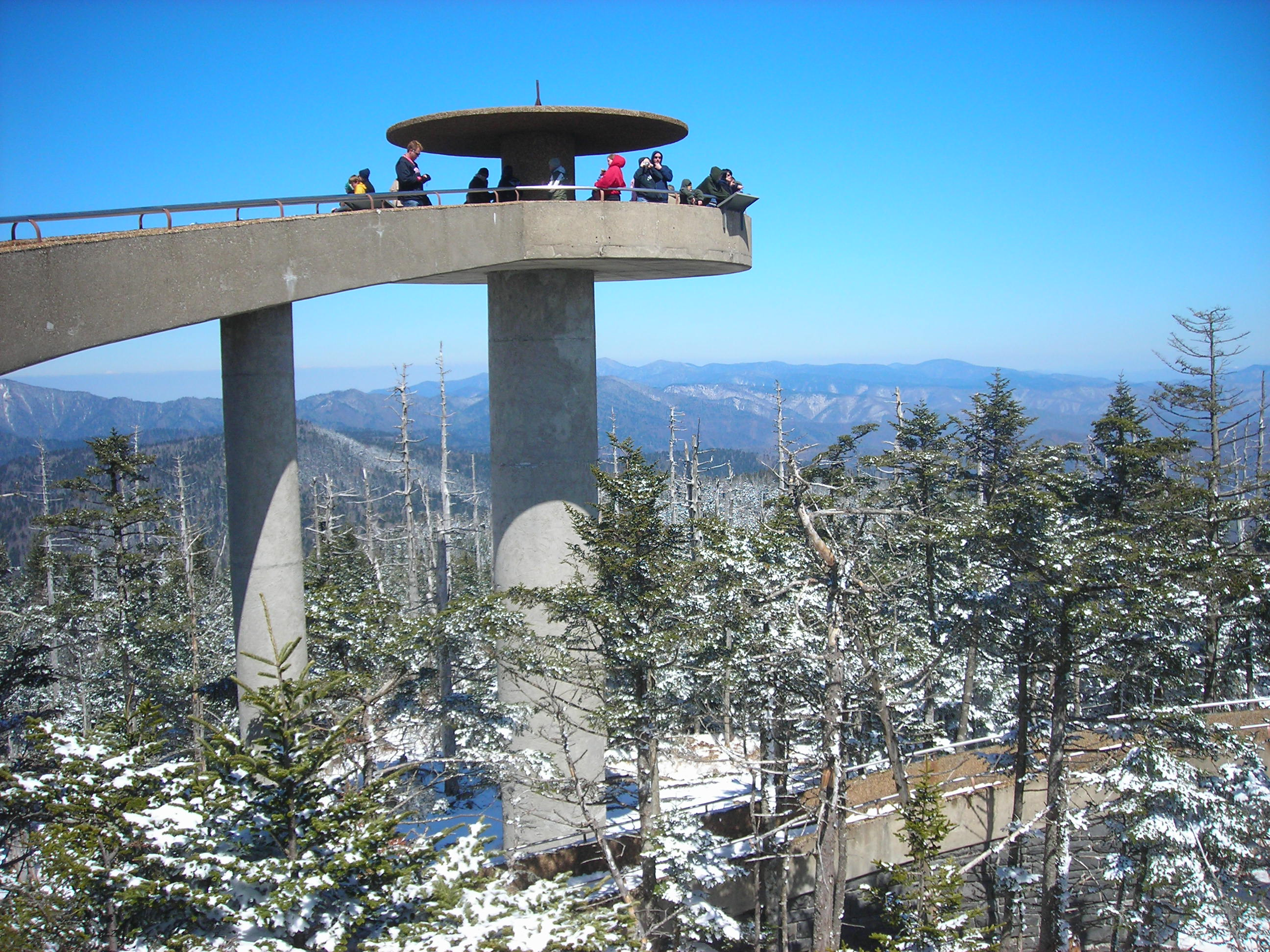
Torre de observação no Cligmans Dome